# حسني عبد الجليل
حسني عبد الجليل (13 سبتمبر 1928 - 21 سبتمبر 2001)، ممثل مصري.

## عن حياته
حصل على إحدى الدبلومات الفنية، ثم اتجه إلى التمثيل، وقدم طوال مسيرته الفنية العديد من الأدوار الصغيرة، والتي اصطبغت غالبيتها بطابع الشر، من أبرز أفلامه: (مستر كارتيه، القاتلة، المنسي، بوابة ابليس، جاءنا البيان التالي)، كما مثل في العديد من المسلسلات، منها: (أرابيسك، حلم الجنوبي، يوميات ونيس، هند والدكتور نعمان). توفي في عام 2001 عن عمر يناهز 73 عامًا.

## أعماله

### في الأفلام
- الاحتياط واجب.
- خمسة باب.
- مستر كاراتيه.
- الفتى الشرير.
- الرجل الأبيض المتوسط.
- زكية زكريا في البرلمان.
- شياطين المدينة.
- رحلة مشبوهة.
- احنا أصحاب المطار.
- جاءنا البيان التالي

- حتي لا يطير الدخان
- مسلسل البخيل و أنا .
- بستان الدم

## وفاته
توفي في يوم 21 سبتمبر عام 2001 عن عمر يناهز 73 عامًا.

## روابط خارجية
- حسني عبد الجليل على موقع الدهليز
- حسني عبد الجليل على موقع قاعدة بيانات الأفلام العربية